# Вологодская мужская гимназия
Волого́дская губе́рнская мужска́я гимна́зия — главное среднее учебное заведение Вологодской губернии.

## История
Гимназия была основана в 1804 году на базе главного народного училища, существовавшего с 1786 года: с 18 августа 2 старших класса училища образовали 2 низших класса гимназии — всего 51 ученик. С 1804 по 1832 год в гимназии было 4 класса, с 1832 года — семь классов, в 1871 году был создан приготовительный класс, а в 1873 — 8-й класс.
В 1826 году при гимназии был учреждён пансион, в который было принято 10 воспитанников Приказа общественного призрения и несколько своекоштных учеников. В 1835 году был открыт на средства вологодского дворянства благородный пансион: сперва на 10 человек, а потом — на 20. Оба были закрыты в 1864 году.
В 1861—1871 годах при гимназии действовали землемеро-таксаторские классы.
В 1840-х годах в гимназии обучалось 200 учеников, в 1880-х — 250. В 1871 году гимназия получила статус классической.
Преподававшиеся предметы были типичными для гимназий Российской империи: закон Божий, русский язык, латинский язык, «новые» языки (немецкий, французский, английский), геометрия, математика, физика, история, география; в старших классах — статистика, философия, юриспруденция. Кроме этого, давались уроки рисования, музыки, пения, танцев, военной выправки и маршировки. 
Закрыта гимназия в 1918 году. В настоящее время в здании гимназии помещается Вологодский государственный технический университет (электроэнергетический факультет).

## Здание гимназии

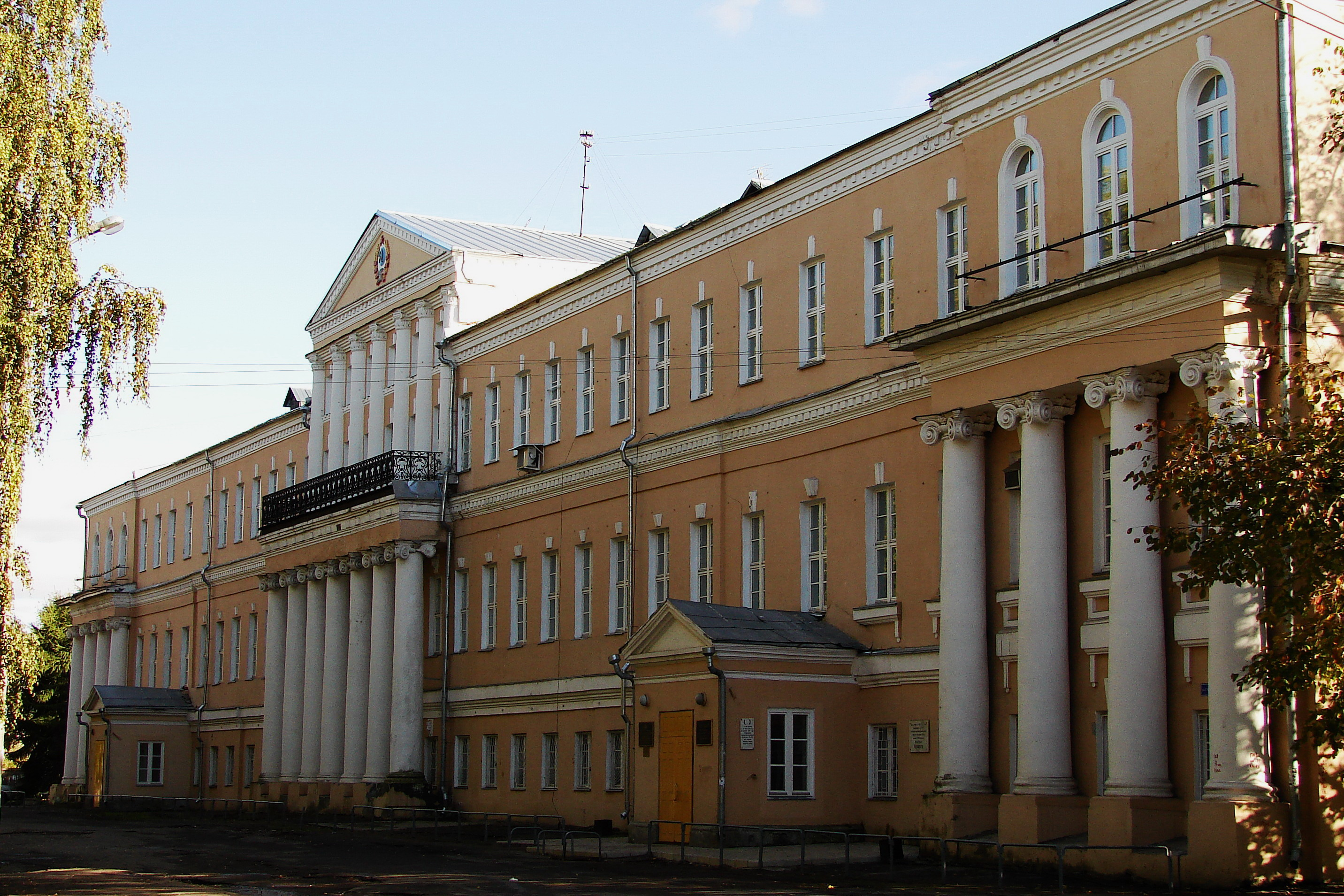
Здание Вологодской мужской гимназии

Здание гимназии было построено в 1781—1786 годах на углу Парадной площади и Большой Петровки, предположительно по проекту губернского архитектора П. Т. Бортникова. Принадлежало Приказу общественного призрения.
Первоначально оно состояло из двух двухэтажных корпусов, соединенных аркой; в одном корпусе размещался странноприимный дом (пансион бедных детей) и лазарет (госпиталь и богадельня), в другом — главное народное училище, а с 1804 года — гимназия.
В 1821 году здание было продано Министерству просвещения. В 1824 году здание было перестроено так, что оба корпуса составили одно здание. К 1838 году перестройка и приспособление здания для учебных занятий закончились. Для учащихся была устроена домовая церковь Святого Духа.
После 1862 года, к зданию гимназии было пристроено восточное крыльцо с четырёхколонным портиком и надстроен третий этаж с двусветным залом.
Здание является памятником архитектуры позднего классицизма.

## Выпускники
См. также: Категория:Выпускники Вологодской гимназии
- Матвей Тимаев (вып. 1811)

- Николай Иваницкий (вып. 1834)
- Владимир Попов (вып. 1848)
- Георгий Лыткин

Н. Ф. Бунаков

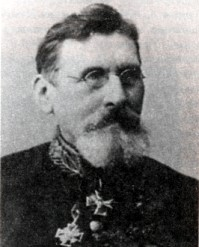
Г. С. Лыткин

- Александр Коркин (вып. 1853, золотая медаль)
- Николай Андреев (вып. 1854, золотая медаль)
- Николай Бунаков (вып. 1854)
- Лонгин Пантелеев (вып. 1858)
- Христофор Леденцов (вып. 1860)
- Александр Брянчанинов (вып. 1861)
- Николай Брянчанинов (вып. 1861)

- Павел Обнорский (вып. 1862)
- Павел Засодимский (вып. 1863)

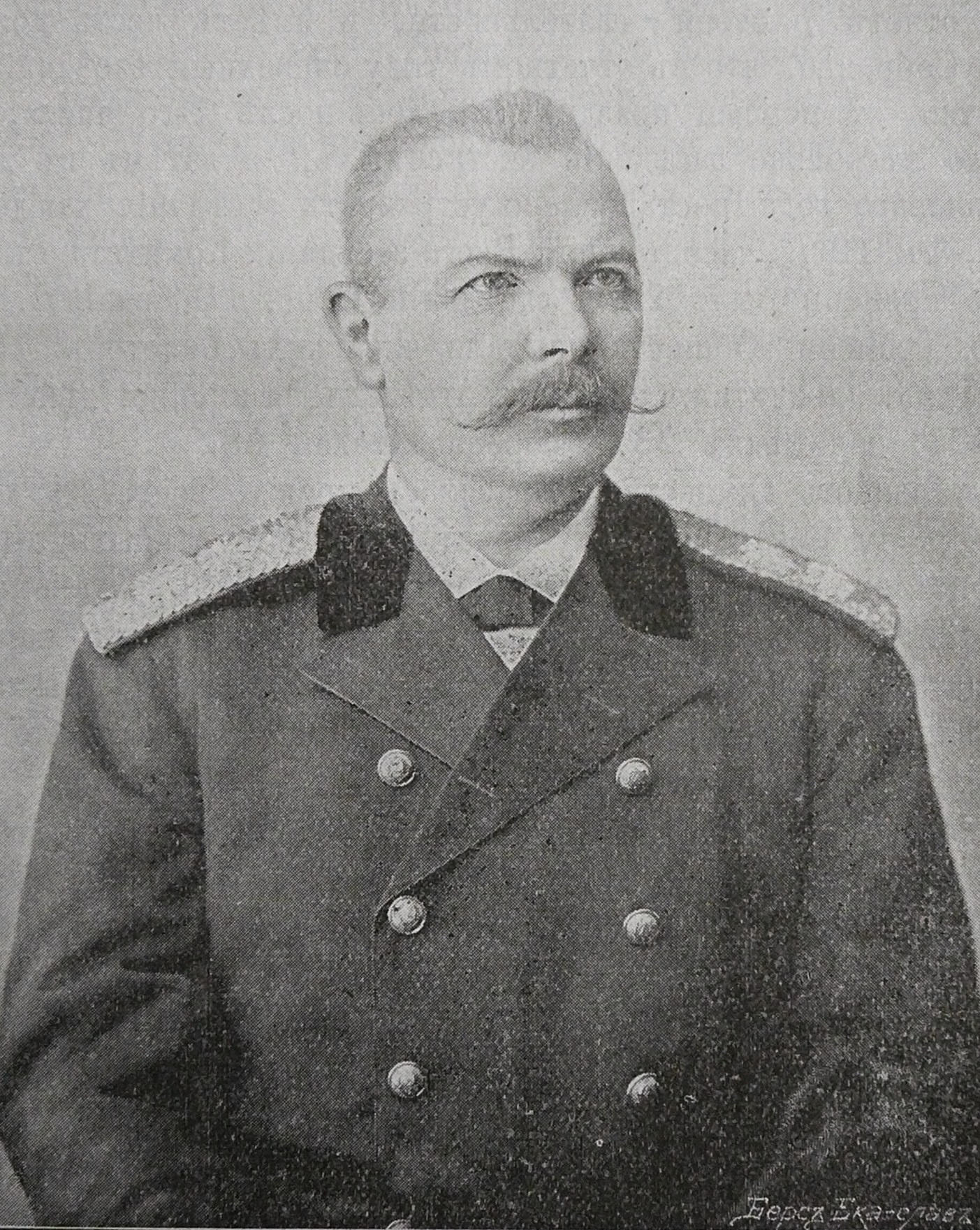
А. С. Брянчанинов

Х. С. Леденцов

- Алексей Мерцалов (вып. 1868, серебряная медаль)[4]
- Сергей Рухлов(вып. 1869, серебряная медаль)
- Николай Засецкий (1875)
- Константин Булычёв (вып. 1877)
- Иван Суворов (вып. 1878)
- Алексей Фаворский (вып. 1878)
- Иван Евдокимов
- Иван Варакин (вып. 1907)[5]
- Николай Дмитревский (вып. 1907)
- Константин Гриневич (вып. 1910)

С. Р. Эрнст

А. Е. Фаворский

- Николай Шалауров (вып. 1910, золотая медаль)
- Илья Черняев (1911)
- Александр Гинецинский (1913)
- Сергей Эрнст
- Георгий Карпеченко
- Николай Дмитревский
- Сергей Перов

## Учились
- Николай Коншин (1804—1805)
- Владимир Гиляровский (1865—1871)
- Ф. П. Савинов (1872—1882)
- Варлам Шаламов (1914—1918)

## Директора
- ?: Станиславский[6]

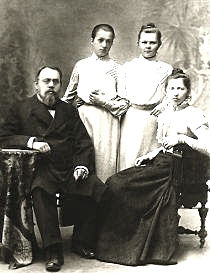
В. А. Канский с дочерьми и сестрой Вильгельминой
(Вологда, 1900-е гг.)

- 1824—1829: Шипилов, Павел Алексеевич
- 1833—1852: Андрей Васильевич Башинский
- 1852—1857: Аникита Семёнович Власов
- 1857—1861: Алексей Васильевич Латышев
- 1861—1881: Иван Иванович Красов (и.о. в 1861—1863)
- 1881—1882: Оскар Фёдорович Гаазе
- 11.11.1882—1893: Леонид Иванович Исполатов[7]
- 01.06.1893—1896: Фёдор Фёдорович Зборил
- 01.01.1896—?: Михаил Семёнович Алюхин
- 21.06.1899—1903?: Василий Антонович Канский
- ок. 1905—1910: Иван Михайлович Диомидов[8]
- 1910—1911: и.о. Михаил Иванович Сперанский
- 07.02.1911—1917: Николай Федосеевич (Феодосьевич) Марков

## Преподаватели
См. также: Категория:Педагоги Вологодской гимназии
- Александр Иванович Иваницкий (математика, с 1836)
- Николай Иванович Иваницкий (русский язык, 1843—1846)
- Александр Давидович Вейсман (латинский язык, 1855—1859))
- Николай Фёдорович Бунаков (русский язык и литература, 1862—1864)
- Николай Алексеевич Коноплёв (закон Божий, с 1898)
- Сперанский Михаил Иванович (история с 1908)